# Polygala watsonii
Polygala watsonii är en jungfrulinsväxtart som beskrevs av Chod.. Polygala watsonii ingår i släktet jungfrulinssläktet, och familjen jungfrulinsväxter. Inga underarter finns listade i Catalogue of Life.